# Лоранд Паска
Лоранд Паска (угор. Lóránd Pászka, нар. 22 березня 1996, Тиргу-Секуєск) — угорський футболіст, захисник румунського клубу «Чиксереда».
Дворазовий чемпіон Угорщини.

## Ігрова кар'єра
Народився 22 березня 1996 року в місті Тиргу-Секуєск. Вихованець футбольної школи клубу «Сегед 2011». Дорослу футбольну кар'єру розпочав 2013 року в основній команді того ж клубу, в якій провів два сезони, взявши участь у 31 матчі чемпіонату. 
Своєю грою за цю команду привернув увагу представників тренерського штабу клубу «Варфрд-Дьюлаї Термаль», до складу якого приєднався на умовах оренди 2015 року, де був одним з головних бомбардирів команди, маючи середню результативність на рівні 0,33 гола за гру першості.
Того ж року повернувся до клубу «Сегед 2011». Цього разу провів у складі його команди чотири сезони. Більшість часу, проведеного у складі «Сегед-Чанад», був основним гравцем захисту команди.
З 2019 року три сезони захищав кольори клубу «Шорокшар». Граючи у складі У складі також здебільшого виходив на поле в основному складі команди.
До складу клубу «Ференцварош» приєднався 2022 року. Станом на 4 вересня 2024 року відіграв за клуб з Будапешта 33 матчі в національному чемпіонаті.

## Титули і досягнення
- Чемпіон Угорщини (2):

«Ференцварош»: 2021-2022, 2022-2023, 2023-2024